# Нагвазу
Нагвазу (груз. ნაგვაზუ) — село в Грузии, на территории Чхороцкуского муниципалитета края (мхаре) Самегрело-Верхняя Сванетия.

## География
Село находится в западной части Грузии, в междуречье Хобисцкали и Чанисцкали, на расстоянии приблизительно 3 километров (по прямой) к западу от города Чхороцку, административного центра муниципалитета. Абсолютная высота — 263 метра над уровнем моря.

## Население
По результатам официальной переписи населения 2014 года в Нагвазу проживало 52 человека (27 мужчин и 25 женщин). В национальной структуре населения грузины составляли 100 %.
| Год  | Население, человек |
| ---- | ------------------ |
| 2002 | 248                |
| 2014 | ↘ 52               |